# (63068) Moraes
(63068) Moraes (2000 WT123) – planetoida z pasa głównego asteroid okrążająca Słońce w ciągu 5,53 lat w średniej odległości 3,13 j.a. Odkryta 23 listopada 2000 roku.